# Learjet 55
Learjet 55 (LJ55) — реактивный административный (бизнес-джет) и пассажирский самолёт производства компании Learjet. Именуется также как Bombardier Learjet 55.

## История самолёта
Самолёт Learjet 55 является основоположником 55 серии самолётов бизнес-джет класса. Впервые о создании серии было заявлено в 1977 году на Парижском авиасалоне в Ле Бурже, где представлен первый самолёт семейства: Learjet 55. Серия предполагала три варианта: Learjet 54, Learjet 55 и Learjet 56. Основным отличием самолёта этой серии от семейства Learjet стал более вместительный салон.
Серия имела низко расположенное крыло свободнонесущего моноплана, законцовки крыла были разработаны НАСА. Выделяющаяся конструктивная особенность самолёта — высоко расположенные законцовки крыла, послужила основой прозвища самолёта — Longhorn («Длинный рог»). Самолёт имеет Е-образное хвостовое оперение с высоким расположением рулей высоты, оснащён двумя ТРДД Garrett TFE731, расположенным сбоку от фюзеляжа, трёхстоечное убирающееся шасси и изолированный пассажирский салон, кабину экипажа на 2 человека. 
Строительство Learjet 55 началось в апреле 1978 года после всесторонних испытаний и работ по проектированию крыла, которые проводились сначала на самолёте Learjet 25. Первый полёт Learjet 55 совершил 19 апреля 1979 года. Первые серийные самолёты были выпущены 18 марта 1981 года. Всего выпущено 147 единиц.

## Модификации

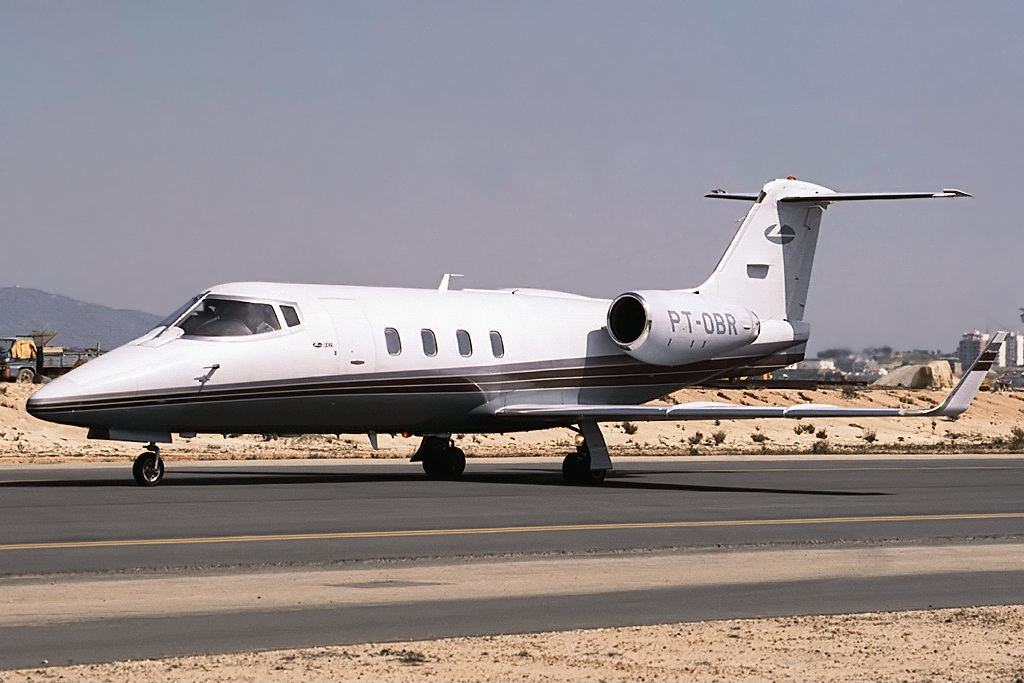
Learjet 55 Компании Lider Taxi Aereo

Learjet 54
Одиннадцатиместный вариант, не построен

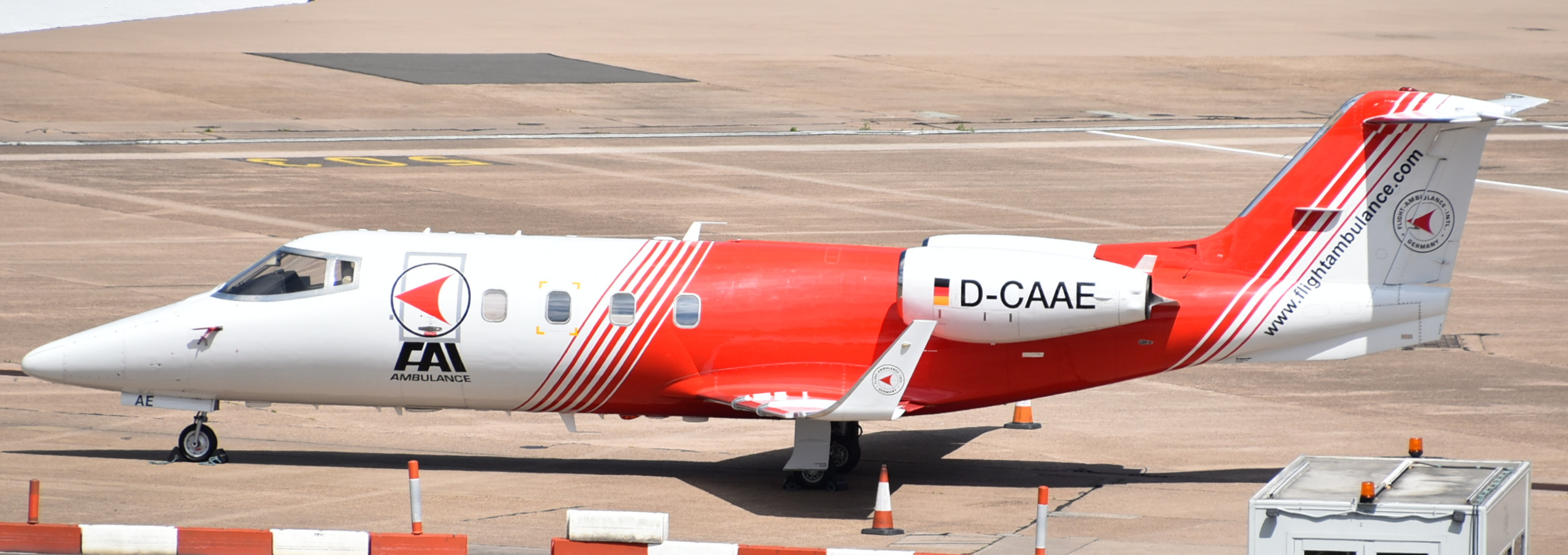
Learjet 55
Серийный вариант, выпущено 126 единиц.
Learjet 55B
Выпущен в 1986 году. Улучшенная версия серии со стеклянной кабиной, повышенная экономичность двигателей и увеличенная дальность, выпущено 8 единиц.
Learjet 55C
Выпущен в 1987 году. Изменен внешний дизайн задней части, под фюзеляжем сзади размещены аэродинамические щитки, для повышения устойчивости и уменьшения посадочной скорости.
Learjet 55C/ER
Поздняя версия Learjet 55C.
Learjet 55C/LR
Версия Learjet 55C с увеличенной дальностью полёта за счёт размещения дополнительного топливного бака в хвостовой части фюзеляжа.
Learjet 56
Восьмиместный вариант, не построен.

## На службе в авиакомпаниях
- Доминиканская Республика
  - Авиакомпания «Servicios Aéreos Profesionales»

## Лётно — технические характеристики

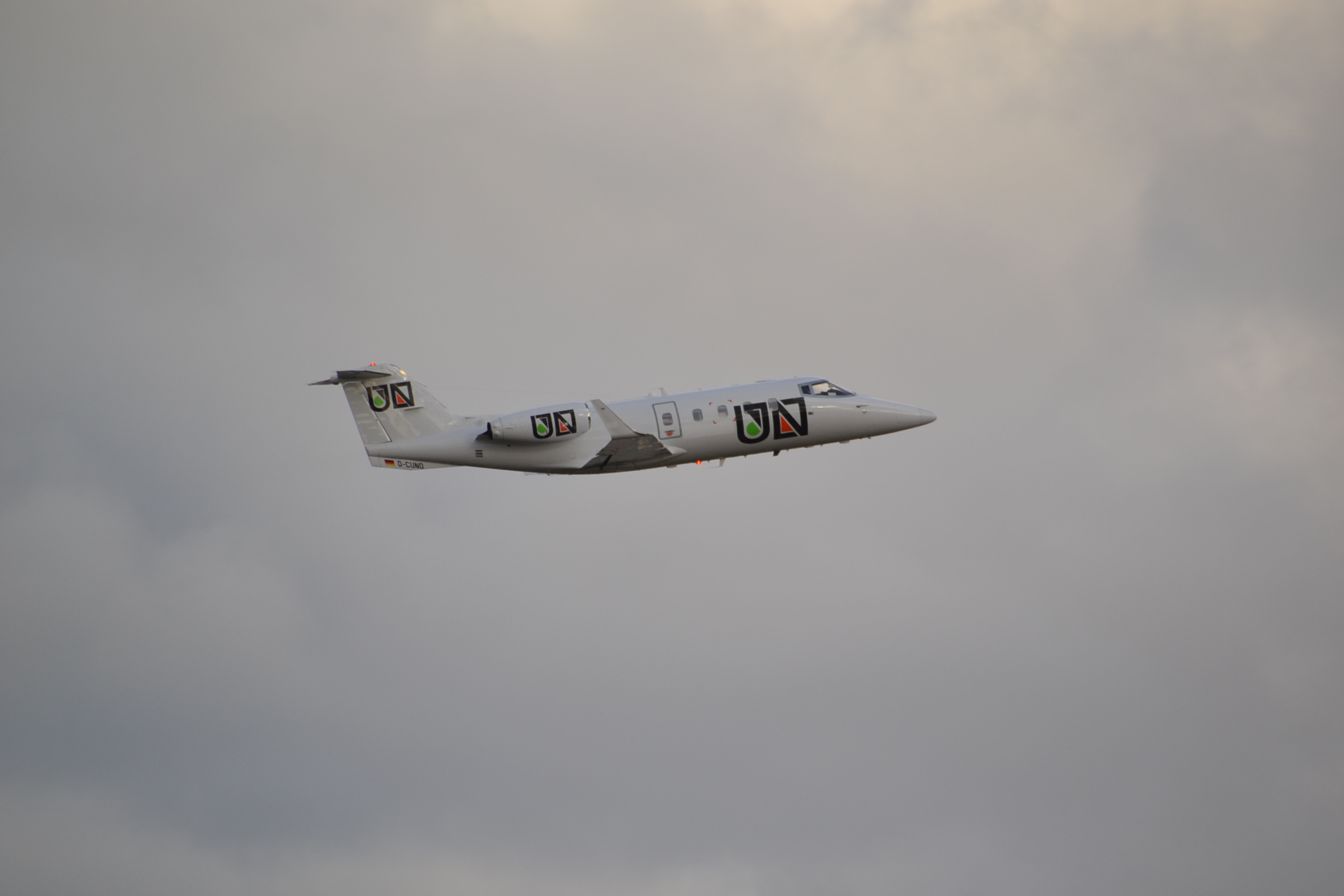
Learjet 55, D-CUNO

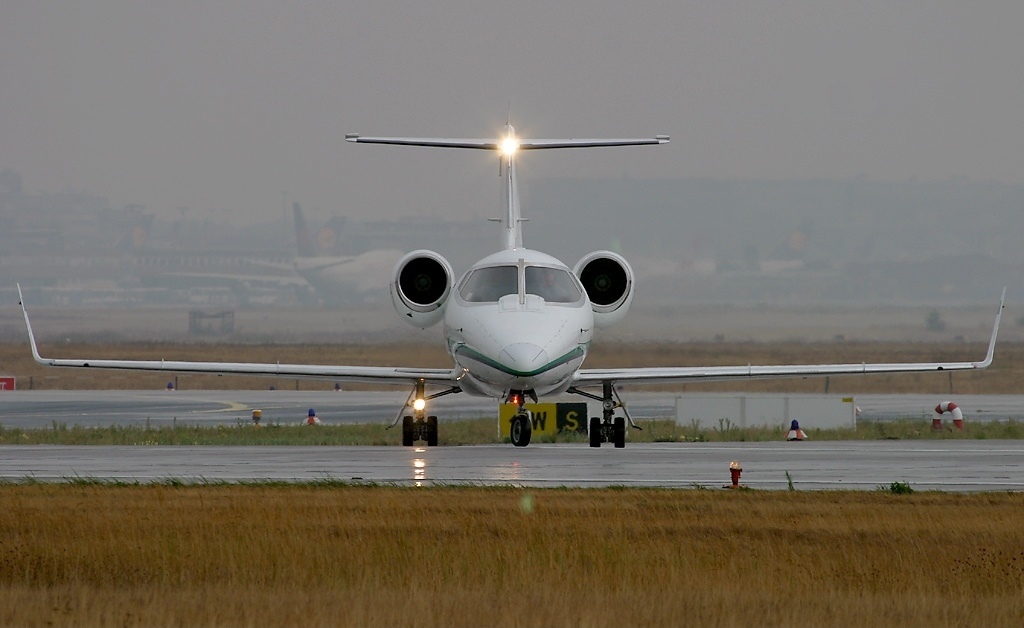
Learjet 55

Основные характеристики
- Экипаж: 2 человека (летчик и помощник)
- Пассажиры: 10 пассажиров
- Длина: 16.80 м (55 ft 1 in)
- Размах крыла: 13.35 м (43 ft 10 in)
- Высота: 4.48 м (14 ft 8 in)
- Площадь крыла: 24.57 м2 (264.5 sq ft)
- Масса пустого: 5897 кг (13,000 lb)
- Максимальная взлётная масса: 9752 кг (21,500 lb)
- Двигательная установка: 2× Garrett TFE731-3A-2B ТВД, 16kN (3,700 lbf) каждый

 Лётные характеристики 
- Максимальная скорость: 871км/ч (541 mph, 470 knots) на 25 000 футов (7600 м)
- Крейсерская скорость: 744 км/ч (462 mph, 402 knots) at 45 000 футов (14 000 м)
- Практическая дальность: 4010 км (2,492 mi, 2,165 nmi) (4 пассажира)
- Практический потолок: 15545 м (51,000 ft)

## Катастрофы и происшествия
По состоянию на 11 февраля 2025 года в общей сложности в результате катастроф и серьёзных аварий были потеряны 8 самолётов Learjet 55. Всего в этих происшествиях погибли 28 человек.
| Дата       | Бортовой номер | Место катастрофы                                                 | Жертвы | Краткое описание |
| ---------- | -------------- | ---------------------------------------------------------------- | ------ | --- |
| 13.11.1981 | N57TA          | военный аэродром Ватерклоф, Претория                             | 2/2    | Разбился во время показательного выступления при выполнении фигур высшего пилотажа на малой высоте. Была предпринята попытка выполнить бочку при воздушной скорости 155 узлов на высоте 690 футов (293 метра).                                                            |
| 06.08.1986 | N921FP         | Региональный аэропорт Ратленд — Южный Вермонт, Ратленд (Вермонт) | 0/3    | Экипаж ошибочно попытался взлететь с неправильной ВПП. В результате прерванного взлёта борт выкатился за пределы ВПП, врезался в забор и загорелся. Экипажу удалось спастись.                                                                                             |
| 05.02.1987 | F-GDHR         | возле Жакири (Северо-Западный регион)                            | 9/9    | Упал с эшелона 390, разбившись в горной местности недалеко от городка Жакири, точную причину катастрофы выяснить не удалось. Среди погибших был высокопоставленный член правительства Франции Мишель Баруэн, возвращавшийся с переговоров с президентом НРК Сассу-Нгессо. |
| 04.04.1994 | I-KILO         | Аэропорт Севилья                                                 | 0/10   | Грубая вынужденная посадка на большой скорости в результате технических проблем на борту, выкатывание за пределы ВПП 27. |
| 09.11.1994 | PT-LIG         | Аэропорт Сантос-Дюмон, Рио-де-Жанейро                            | 0/5    | При посадке выкатился за пределы ВПП 20L и упал в воду залива Гуанабара. |
| 23.06.2000 | N220JC         | Помпано-Бич (Флорида)                                            | 3+1/3  | После взлёта столкнулся в воздухе с лёгким аэробатическим самолётом Extra EA-300S. |
| 22.06.2022 | YV3304         | возле Чаральяве (Миранда)                                        | 6/6    | Врезался в гору после ухода на второй круг в аэропорту Чаральяве-Оскар Мачадо Сулоага. Среди погибших был президент футбольного клуба Эстудиантес де Мерида Кристиан Тони.                                                                                                |
| 31.01.2025 | XA-UCI         | Филадельфия (Пенсильвания)                                       | 6+1/6  | Разбился вскоре после взлёта, причина выясняется. |